# Jan Tomaszewski
Jan Tomaszewski (Breslavia, 9 gennaio 1948) è un ex calciatore polacco, di ruolo portiere.
Cresce a Breslavia in una famiglia emigrata da Vilnius.

## Carriera

### Club
Esordisce nella massima divisione polacca con la maglia dello Śląsk Breslavia durante la I liga 1968-1969. Nel 1973, dopo una parentesi di due anni nel Legia Varsavia, passa quindi nel ŁKS dove rimane fino al 1978, al compimento dei trent'anni: in base alle disposizioni del governo può ora espatriare. Si trasferisce quindi in Belgio, nel Beerschot, con cui nella prima stagione conquista l'unico trofeo della carriera, la Coupe de Belgique. Tre anni dopo va poi in Spagna tra le file dell'Hércules, prima di tornare l'anno seguente in Polonia. Termina infine la carriera nel 1984, dopo altre due stagioni nel ŁKS.

### Nazionale

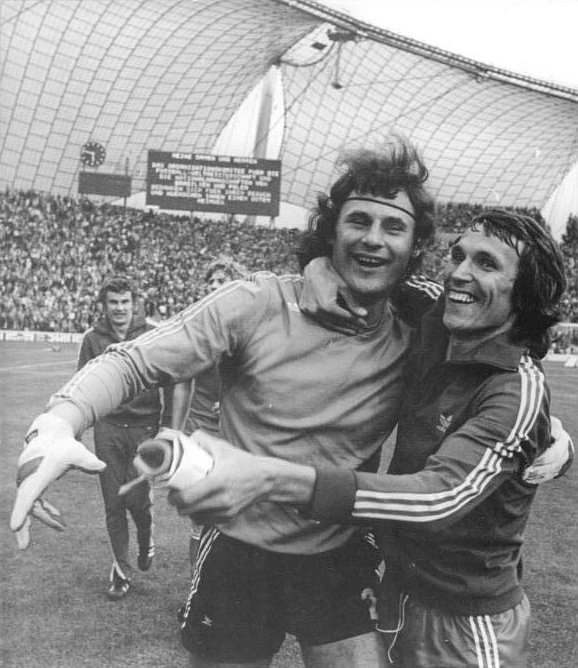
Tomaszewski e Kasperczak festeggiano il terzo posto conquistato al Mondiale 1974.

Gioca la prima partita nella Polonia nel 1971, salendo però alla ribalta il 17 ottobre 1973 in occasione della partita giocata a Wembley contro Inghilterra e valevole per l'accesso al successivo campionato del mondo 1974: i padroni di casa sono obbligati a vincere, mentre agli ospiti basterebbe anche il pareggio. Il portiere polacco è uno dei grandi protagonisti della gara, nella quale si esibisce in una serie di parate che fissano il risultato sull'1-1: viene battuto solo su calcio di rigore da Allan Clarke.
Conquistata la qualificazione Tomaszewski gioca tutte le partite nella manifestazione, le prime tre, vinte contro Argentina, Haiti e Italia, e quelle della fase successiva, i successi sulla Svezia (nella quale para anche un calcio di rigore a Staffan Tapper) e sulla Jugoslavia. È in campo anche nella sfida contro la Germania Ovest padrone di casa, decisiva per l'accesso alla finale: si gioca su un campo al limite della praticabilità, serve una vittoria a tutti i costi, Tomaszewski para il secondo tiro dal dischetto di quest'edizione a Uli Hoeneß ma i polacchi escono sconfitti. Gioca comunque la finale per il terzo posto, vinta contro il Brasile.
Partecipa anche ai Giochi olimpici di Montréal 1976, giocando nel pareggio 0-0 contro Cuba e nella vittoria per 3-2 sull'Iran valide per la prima fase, nel successo per 5-0 sulla Corea del Nord nei quarti e in quello per 2-0 sul Brasile in semifinale. La finale viene però vinta per 3-2 dalla Germania Est: incassa due reti nel primo quarto d'ora e viene sostituito al 19'.
È poi tra i 22 che partecipano al campionato del mondo 1978: viene schierato nel pareggio contro i tedeschi occidentali e nelle vittorie su Tunisia e Messico del primo turno. Gioca anche nella prima gara del successivo turno, che viene però persa per 2-0 contro i padroni di casa dell'Argentina. Nelle ultime due partite il commissario tecnico Jacek Gmoch manda in campo Zygmunt Kukla, ma la Polonia viene eliminata.
Tomaszewski gioca l'ultima partita con la Nazionale nel 1981, collezionando in tutto 63 presenze.

## Palmarès

### Club
- Coppa del Belgio: 1

Beerschot: 1978-1979

### Nazionale
- Argento olimpico: 1

Montréal 1976